# Juan Luis Vives

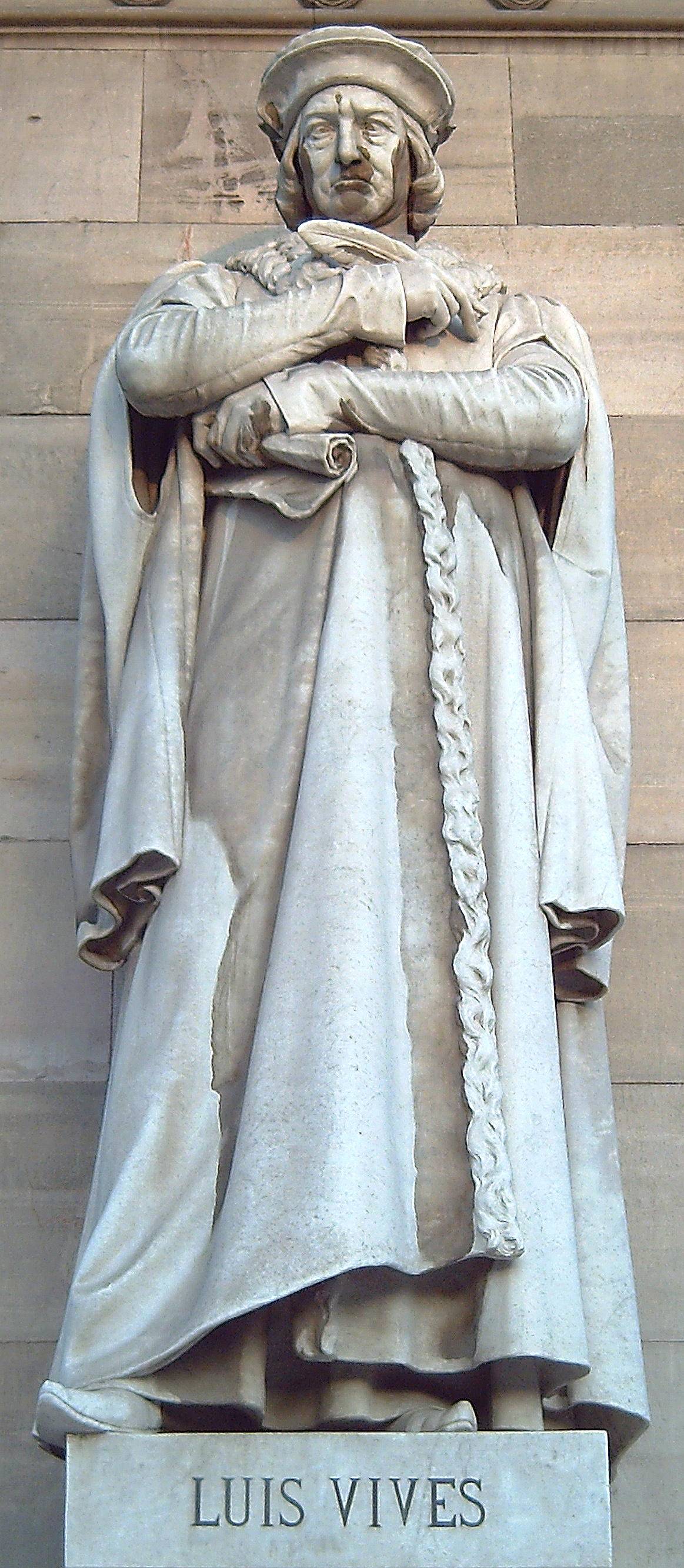
Standbeeld van Juan Luis Vives in Madrid (P. Carbonell).

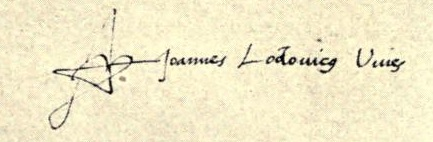
Handtekening van Vives

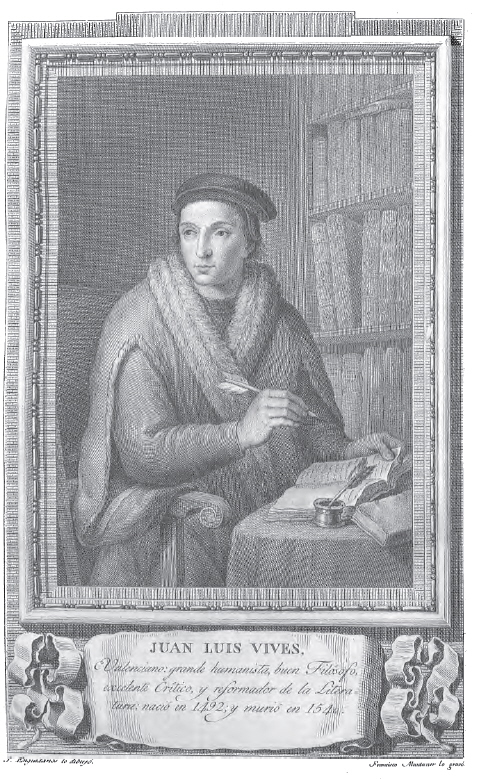
Het boek 'Portretten van illustere Spanjaarden' gepubliceerd door de Printing Real Madrid, diverse auteurs.

Juan Luis Vives of Johannes Ludovicus Vives (Valencia, 6 maart 1493 – Brugge, 6 mei 1540) was een Spaanse geleerde die vrijwel zijn hele actieve leven in de Nederlanden woonde. Hij was de oudste van vijf kinderen van het echtpaar Vives, bekeerde, intellectuele joden.

## Biografie

### Sorbonne
Vives werd geboren in een gezin van bekeerde joden. Dat weerhield de Spaanse inquisitie er niet van enkele van zijn directe familieleden te veroordelen voor het blijven praktiseren van judaïsme. Om aan de gevaren van zijn afkomst te ontsnappen en om ambitieuze studies te ondernemen, schreef Vives zich in 1509 in aan de Sorbonne in Parijs. Het scholastieke onderwijs stelde hem teleur en de Gentse filosoof Jan Dullaert werd zijn leermeester. Na de dood van Dullaert in 1513 beschrijft Vives hem in een korte biografie. De vertroebelde verhouding tussen Frankrijk en Spanje doet Vives in 1512 naar Brugge vertrekken. Hij vestigde zich in het huis van Bernardo Valdaura, een koopman uit Valencia, net als hij een converso (bekeerde jood). Hij huwde zijn dochter Marguerita in 1524. Jan Fevijn, zijn humanistische vriend en rector van de Sint-Donaaskapittelschool, zegende het huwelijk in.

### Brussel & Leuven
In 1516 verbleef Vives aan het hof van keizer Karel V in Brussel en werd hij in Leuven huisleraar van de Jacques de la Potterie, die later stadpensionaris van Brugge zou worden. In 1517 werd hij huisleraar bij de 19-jarige bisschop van Kamerijk, kardinaal Willem van Croÿ, die dat jaar aartsbisschop van Toledo werd. De twee verhuisden in 1517 naar Leuven, waar Vives gastdocent aan de universiteit werd en zijn vriendschap met Erasmus bestendigde. In 1520 ontmoette hij de Engelse humanist Thomas More voor het eerst in Calais. In 1521 kwam Croÿ door ziekte om. Aan Vives werd in 1522 een professoraat in Alcalá aangeboden, maar een terugkeer naar Spanje was onmogelijk: Vives’ vader viel dat jaar in handen van de Inquisitie vanwege zijn vermeende terugval in het jodendom en werd in 1524 tot de brandstapel veroordeeld. Op grond van die beschuldiging werd ook het lijk van Vives’ moeder, die in 1508 gestorven was, in 1529 opgegraven en op de brandstapel geplaatst.

### Brugge en Oxford
Van 1523 tot 1528 woonde Vives afwisselend in Brugge en in Engeland, waar hij Grieks doceerde in Oxford. Hij verbleef eveneens aan het hof van koning Hendrik VIII en Catharina van Aragon. In 1527 werd hij opvoeder van hun dochter, de latere koningin Maria Tudor. Omdat hij de kant van Catharina koos toen Hendrik van haar wilde scheiden, moest hij Engeland in 1528 verlaten, nadat de koning hem eerst zes weken onder huisarrest plaatste. In 1530 woonde Vives de promotie bij van Pieter de Corte tot doctor in de theologie.

### Brugge
De laatste twaalf jaar van zijn leven, die zijn productiefste waren als auteur, sleet Vivès voornamelijk in Brugge, al verbleef hij vanaf 1537 geregeld in Breda, aan het hof van de Nassaus, als huisleraar van Mencía de Mendoza. Zijn vriendschap met Erasmus koelde gaandeweg. Zijn beste vrienden waren Frans van Cranevelt, de Franse filoloog Guillaume Budé (1468-1540) en Thomas More. Nauwelijks 48 overleed Vives en werd begraven in de Sint-Donaaskerk in Brugge. Zijn vrouw Margarita overleed in 1552 en werd naast hem bijgezet. Kinderen hebben zij niet gekregen.
Het grafschrift van Vives luidde:

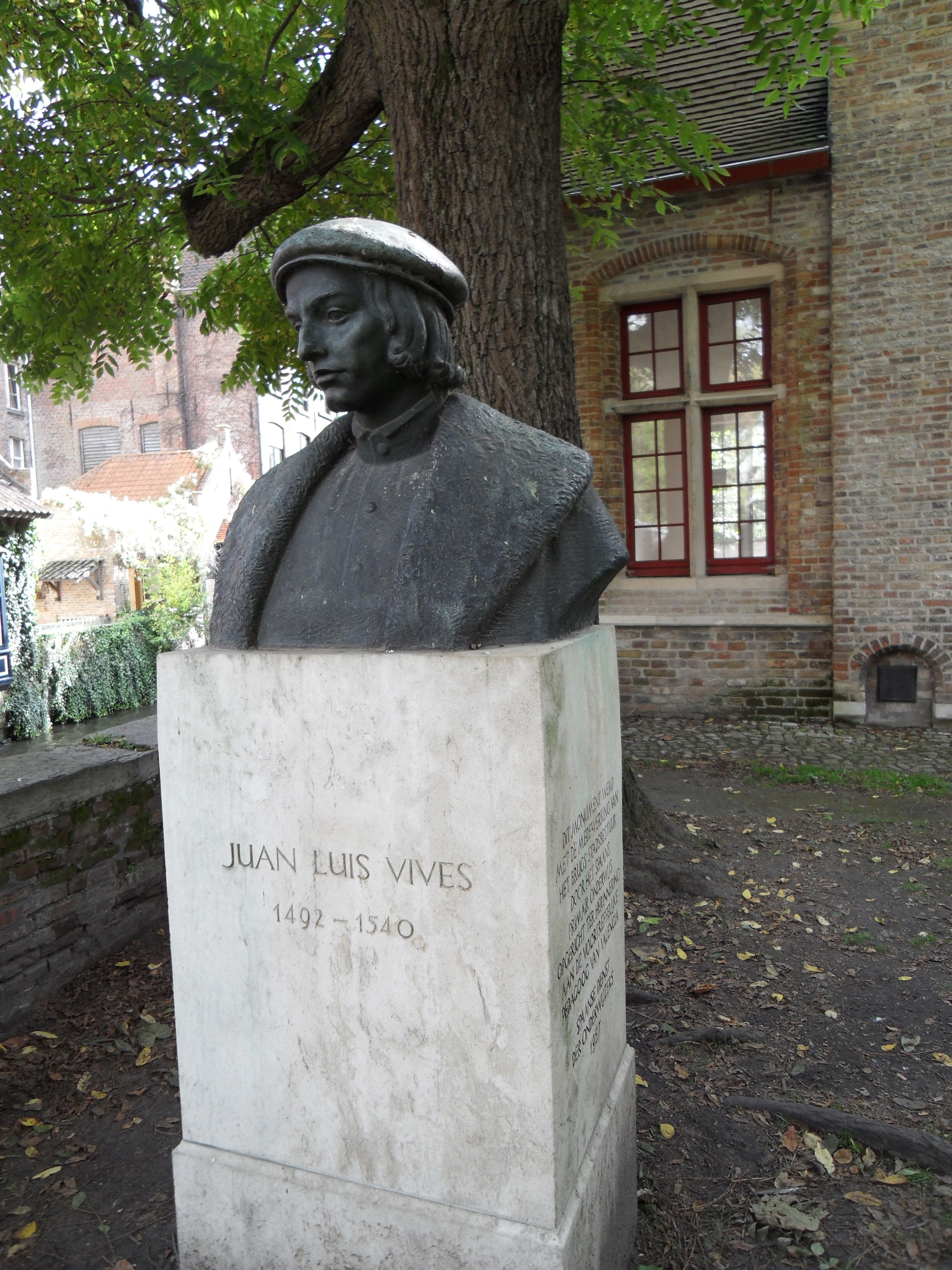
Borstbeeld van Juan Vives in Brugge aan de voet van de Onze-Lieve-Vrouwekerk. Het beeld van Ramon Mateo werd ingehuldigd op 5 september 1957 door 268 Spaanse onderwijzers en een Brugse delegatie. Hendrik Brugmans, rector van het Europa-collega, was de spreker.

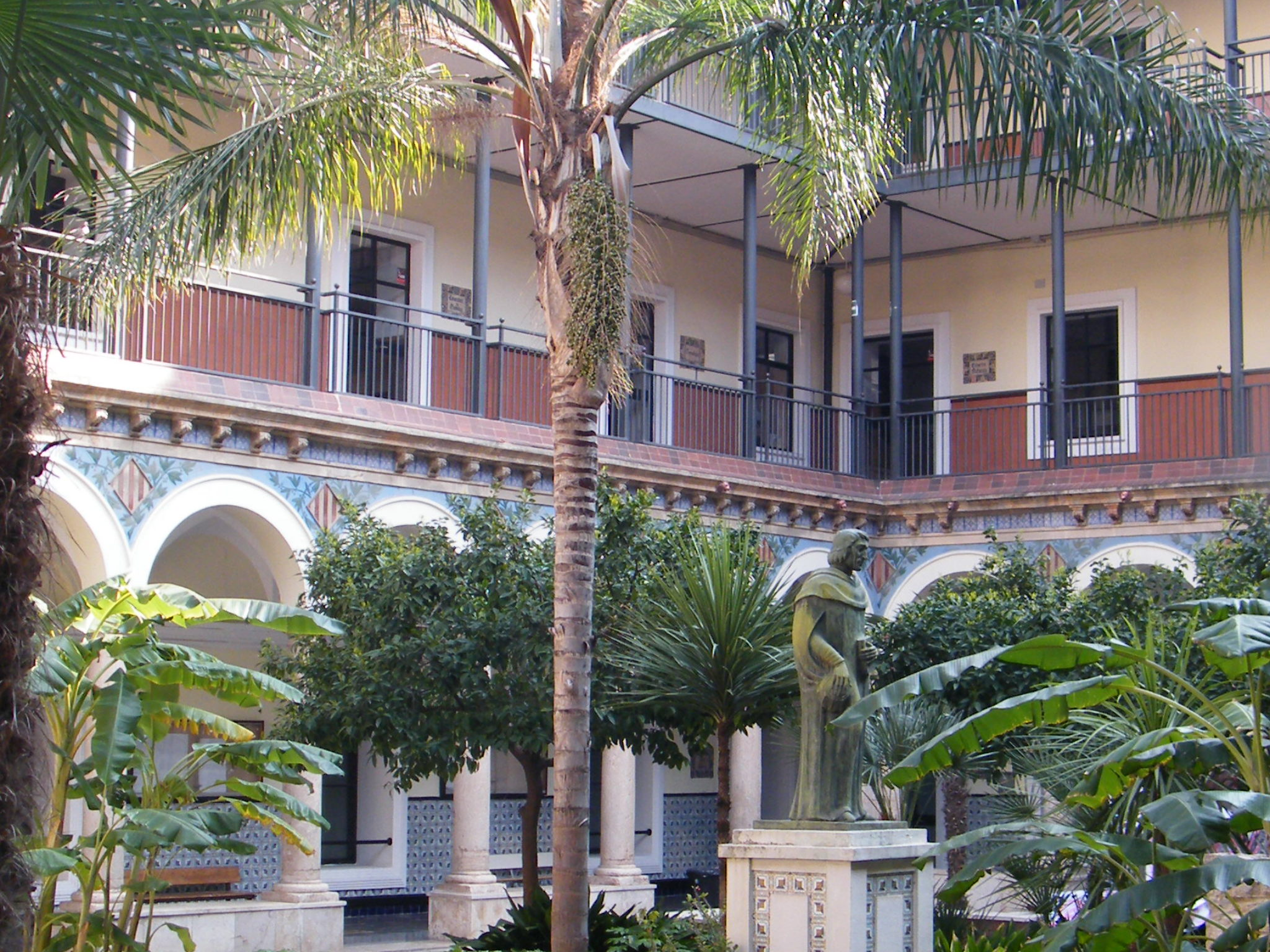
Zicht op de binnenplaats van een voormalig klooster met het standbeeld van Juan Vives. Secundaire School Valencia Luis Vives.

Hier is begraven meester Jan Ludovicus Vives

geboren van Valencia in spagnien

hie overleet

anno MDXL den VI in meye

## Betekenis

### Opvoedkundige
Vives geldt als dé Spaanse geleerde van de 16e eeuw. Na Erasmus was hij de belangrijkste vertegenwoordiger van het humanisme in de Nederlanden. Hij bleef vooral als opvoedkundige bekend. Zijn afkeer voor het schoolse deed hem naar onderwijshervormingen zoeken. Zijn magnum opus De disciplinis libri XII (Antwerpen, 1531) bevat een programma van de te onderwijzen vakken en in De institutione feminae christianae (1523) pleit hij voor een behoorlijke opleiding voor vrouwen.

### Armenzorg
Zijn De subventione pauperum (1526) legt de grondslag voor de armenzorg. Het werd in 1533 vertaald tot Secours van den aermen. Het bepleit een lokaal en centraal armenbeleid en werd geschreven voor het stadsbestuur van Brugge. Karel V nam het over in zijn Edict van 1531 dat de steden verplichtte tot de inrichting van de Gemene Beurs. De maatregel druiste in tegen de kerkelijke armenzorg op parochieniveau. Vives bepleitte een efficiënte aanpak van de armenzorg door de precieze omschrijving van wie steun verdiende en door het onderzoek naar de leefsituaties en leefstijl. Wie geen vaardigheden had, moest scholing krijgen. Vives tracht mensen te bewegen tot een meer georganiseerde vorm van zorg. Het geven van aalmoezen werkte volgens hem namelijk niet erg goed. Armen klagen dat ze te weinig krijgen, waardoor de gever ze als ondankbaar ervaart en op zijn beurt weer minder geeft. Hij benadrukt dan ook de rol van het geven van wat men te veel heeft met verwijzingen naar de Bijbel.
Zijn ideeën over de organisatie van de armoede en de daardoor geïnspireerde regelgeving werden vooral bekritiseerd door Domingo de Soto.

### Europa
Professor Chris Coppens schreef over hem: "Het denken van Vivès is heel actueel. Niet alleen liggen zijn ideeën mee aan de basis van moderne opvattingen over onderwijs, psychologie en pedagogie, Vivès was ook een grote pacifist en een voorstander van een verenigd Europa. Alleen al vanwege die twee laatste opvattingen die toen niet zo vanzelfsprekend waren, verdient Vives het om uit de schaduw van Erasmus te worden gehaald."

## Publicaties

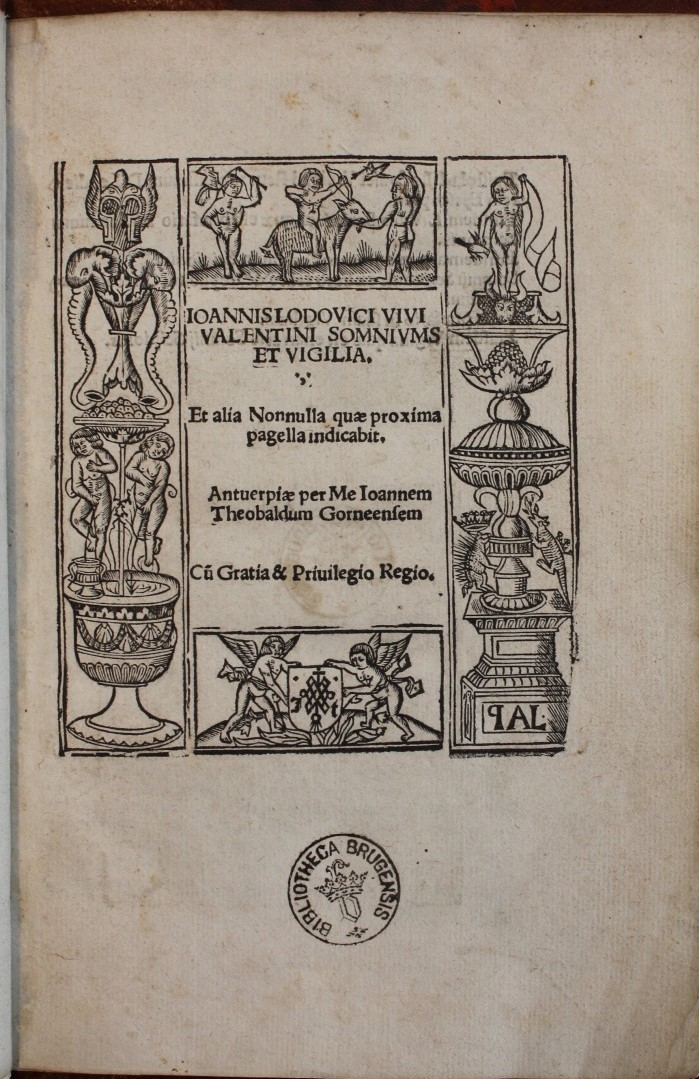
Titelpagina van een werk van Vives, gedrukt door Jan Thibault in Antwerpen (1520). Bewaard in de Openbare Bibliotheek Brugge.

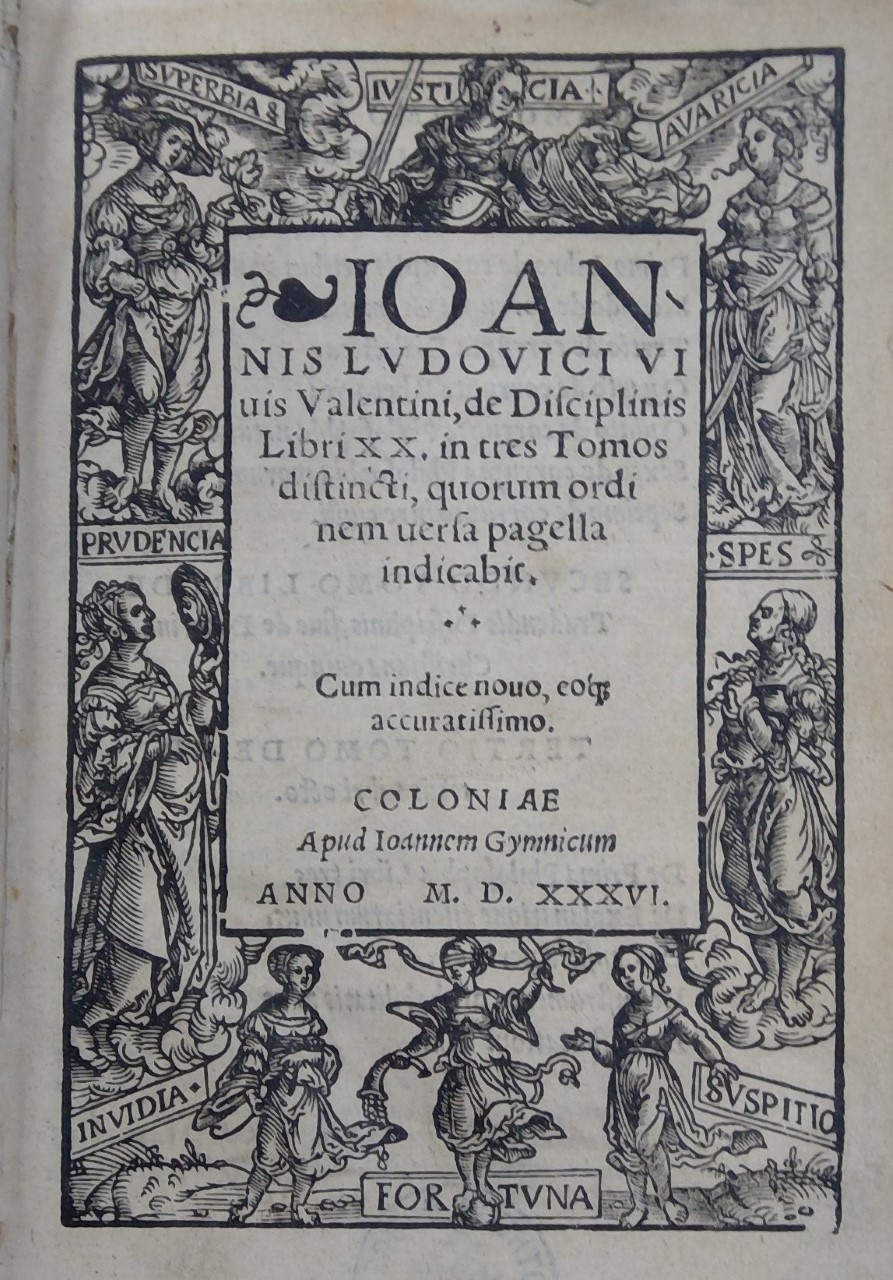
Titelpagina van een druk van Vives' Disciplinis uit 1536, mogelijk gemaakt in Keulen. Bewaard in de Openbare Bibliotheek Brugge.

### Pedagogische werken
- De institutione feminae christianae (1524; over de opvoeding van vrouwen),
- De ratione studii puerilis (1523), over pedagogie
- Introductio ad sapientiam (1524),
- De disciplinis (1531; historisch overzicht van de wetenschappen en richtlijnen voor hun modernisering),
- Linguae latinae exercitatio (1538; leerboek Latijn).

### Filosofische werken
- In pseudodialecticos (1519; tegen de scholastieke redeneerkunst)
- De anima et vita (1538; wijsgerig-psychologische verhandeling).

### Maatschappelijke kwesties
- De subventione pauperum (1526; project voor de armenzorg)
- enkele pacifistische geschriften.

### Theologisch werk
- De veritate fidei christianae, postuum uitgegeven door Cranevelt (1543).

## Hogeschool
De visie van Vives en (sommige van) zijn waarden en zijn aanwezigheid in Brugge en West-Vlaanderen vormden de aanleiding om zijn naam te geven aan een hogeschool. De samenwerking van de West-Vlaamse hogescholen KATHO en KHBO koos om vanaf september 2013 samen te gaan onder de naam 'Vives'.